# SOLA (canción de Playa Limbo)
«SOLA» es un sencillo de la agrupación mexicana Playa Limbo que fue publicado el 22 de enero de 2016 en plataformas digitales, pertenece a la reedición del álbum De Días y de Noches.  

## Composición
El tema de la canción se basa en el goce de la soltería y de no tener que estar con una pareja sentimental.

## Promoción
En la cuenta oficial de Facebook de la agrupación, se dieron a conocer fragmentos de la canción mediante vídeos donde se observa a Maria León bailando en un Tubo. Fue hasta la segunda mitad del mes de enero cuando se anunció el lanzamiento del sencillo en estaciones de radio, días después lo publicarían en streaming como Spotify.

## Vídeo musical
El 7 de abril fue publicado en el canal de Vevo el Lyric Vídeo de la canción y para el 22 de abril se publicó el vídeo oficial. El vídeo fue realizado el 16 de febrero de 2016 a cargo de Olmo Guerra y Diego Tenorio. En este material, María León, vocalista de la agrupación aparece ejecutando una sensual rutina de Pole Dance, disciplina que defiende como metáfora de la vida. Para el rodaje del vídeo se utilizó efectos en neón.
A solo dos semanas de su publicación en el canal de Vevo  de la banda, alcanzó el medio millón de visitas.

## Interpretaciones en directo
Playa Limbo interpretó SOLA por primera vez en el programa Nuestra Belleza México 2016, transmitido por el canal de las estrellas.
La segunda ocasión en que se presentó el sencillo fue en el programa Adal el Show de la cadena emisora Televisa.

## Créditos y personal
- Maria León: Voz principal
- Jorge Corrales: Piano
- Ángel Baillo: Bajo
- Servando Yáñez: Batería